# Aedophron venosa
Aedophron venosa är en fjärilsart som beskrevs av Hugo Theodor Christoph 1887. Aedophron venosa ingår i släktet Aedophron och familjen nattflyn. Inga underarter finns listade i Catalogue of Life.